# Vigilancia

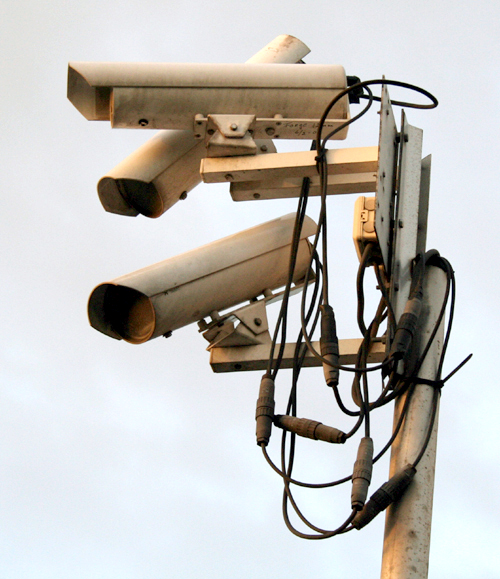
Cámaras de vigilancia urbana.

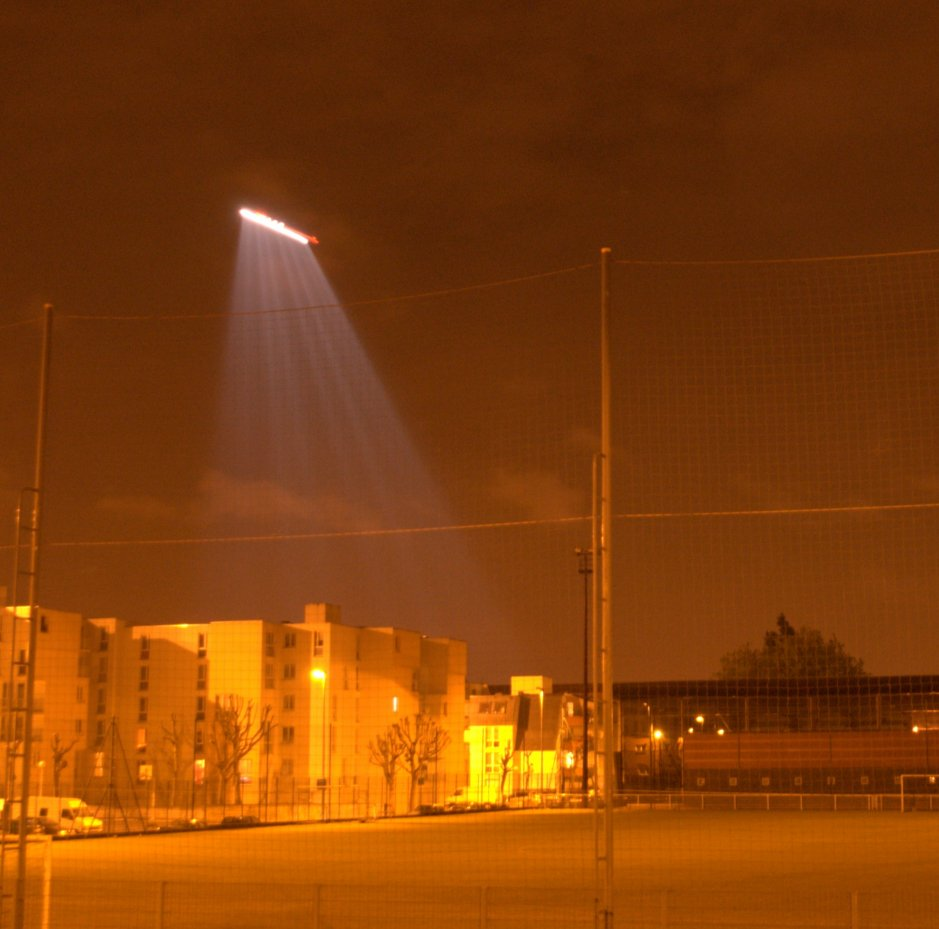
Helicóptero vigilando la ciudad de Lille luego de la elección presidencial de 2007 en Francia.

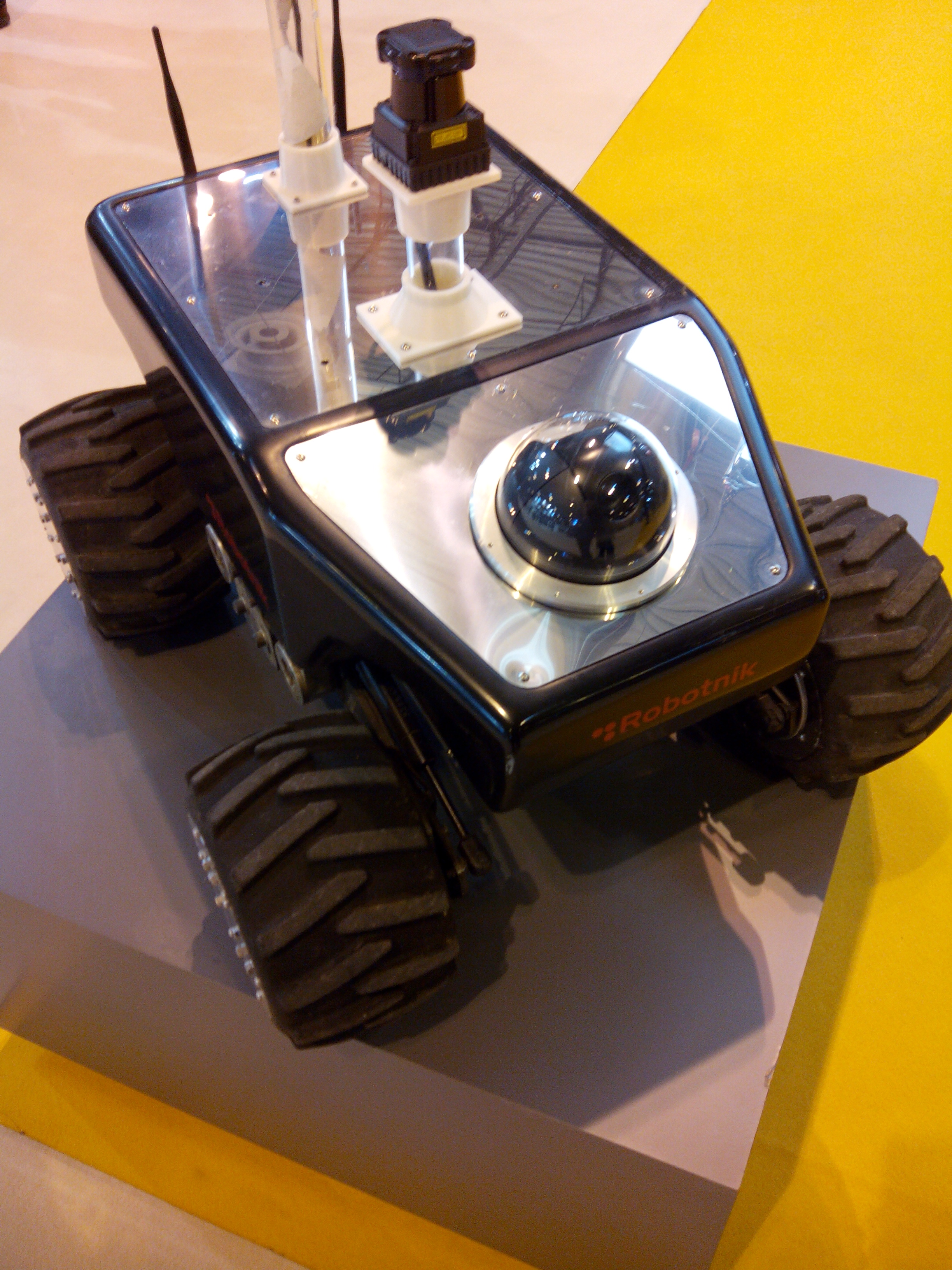
Unidad Robótica de vigilancia fabricada por Robotnik.

La vigilancia es el monitoreo del comportamiento. La vigilancia por sistema es el proceso de monitoreo de personas, objetos o procesos dentro de sistemas para la conformidad de normas esperadas o deseadas en sistemas confiables para control de seguridad o social. La vigilancia clínica se refiere al monitoreo de enfermedades o indicadores públicos relacionados con la salud (por ejemplo, síntomas que indican la aparición de epidemias o de actos de bioterrorismo) por parte de epidemiólogos y profesionales de la salud.
A pesar de que en francés la palabra vigilancia significa literalmente "mirar por encima", el término vigilancia suele aplicarse a toda forma de observación o monitoreo, no solo la observación visual. Sin embargo, el "ojo en el cielo" que todo lo ve es aún el ícono de la vigilancia. Para la vigilancia en muchas ciudades modernas y edificios se suelen emplear circuitos cerrados de televisión. Si bien la vigilancia puede ser una herramienta útil para las fuerzas y empresas de seguridad, mucha gente se muestra preocupada por el tema de la pérdida de privacidad.

## Métodos
La palabra vigilancia suele usarse para describir la observación desde una distancia por medio de equipo electrónico u otros medios tecnológicos. Por ejemplo:
- escuchas secretas o eavesdropping
- escuchas telefónicas
- micrófonos direccionales
- aparatos de escucha encubiertos
- microcámaras
- circuitos cerrados de televisión
- rastreo GPS
- vehículos "carnada" (bait car) especialmente modificados para atrapar ladrones de autos
- espionaje electrónico mediante hardware (como un Keylogger) o software (por ejemplo Packet sniffer)
- imágenes CCTV
- reconocimiento militar
- reconocimiento aéreo, con aviones como por ejemplo el Lockheed U-2
- satélites espía
- aparatos de computación de Trusted Computing
- vigilancia por computadora e Internet

Sin embargo, la vigilancia también incluye métodos simples, con poca o ninguna tecnología involucrada, tales como el uso de binoculares, intercepción de correspondencia, o métodos similares.

## Contra-vigilancia, vigilancia inversa, sousveillance
La vigilancia es la acción de observar las actividades de personas o grupos desde una posición de autoridad. Puede ser encubierta (sin su conocimiento) o manifiesta (tal vez con el frecuente recordatorio del estilo "te estamos vigilando"). La vigilancia ha sido una parte de la historia humana. El arte de la guerra, de Sun Tzu, escrito hace más de 2,500 años, analiza cómo los espías deberían ser utilizados en contra de los enemigos. Pero la tecnología moderna le ha dado a la vigilancia un nuevo campo de operaciones. La vigilancia puede automatizarse usando computadoras, y se pueden dejar extensos registros que describen las actividades de las personas.
La contra-vigilancia es la práctica de evadir la vigilancia o dificultarla. Antes de las redes de computadoras, la contra-vigilancia involucraba evadir agentes y comunicarse en forma secreta. Con los recientes desarrollos como Internet, el incremento de la presencia de sistemas de seguridad electrónicos, y bases de datos, la contra-vigilancia ha crecido en alcance y complejidad. Ahora la contra-vigilancia involucra todo desde saber cómo borrar un archivo informático hasta evadir ser el blanco de agencias de propaganda directa.
La vigilancia inversa es la práctica de revertir los efectos de la vigilancia, por ejemplo, ciudadanos fotografiando policías, consumidores fotografiando a los dueños de los negocios, pasajeros fotografiando taxistas que usualmente tienen cámaras de vigilancia en sus vehículos. Un ejemplo es la filmación que hizo George Haliday de la golpiza de Rodney King a manos de policías. La vigilancia inversa intenta destruir el efecto panopticón de la vigilancia, intentando vulnerar el secretismo de la vigilancia haciendo públicos los registros de la vigilancia inversa (en contraste con el usual uso secreto o restringido de los registros de vigilancia.
La sousveillance (término acuñado por Steve Mann, profesor en la Universidad de Toronto) es una vigilancia inversa que incluye la grabación de la actividad por parte de un participante de la misma. Talleres recientes de sousveillance tales como el de Microsoft sobre Archivo continuo y registro de experiencia personal son evidencia de una industria creciente de sousveillance que incluye a empresas como Microsoft, Nokia, Hewlett Packard y muchas otras.

## Vigilancia epidemiológica
La vigilancia epidemiológica, también denominada vigilancia clínica, consiste en el monitoreo de eventos de salud (como, por ejemplo, la ocurrencia de enfermedades contagiosas o enfermedades crónicas) que pueden tener un impacto significativo en la salud pública. El uso de la vigilancia es paulatinamente mayor para informar políticas al asignar recursos de salud y satisfacer necesidades de los pacientes. A medida que el cuidado de la salud se vuelva más dependiente de los sistemas de información y el uso de la vigilancia clínica se popularice, pueden surgir problemas en cuanto al respeto de la privacidad de los individuos.

## Equiveillance
Equiveillance es el equilibrio entre vigilancia y sousveillance. Se ha sugerido que la equiveillance puede preservar mejor la integridad contextual de los datos.

## Impacto de la vigilancia
El mayor impacto de la vigilancia es el gran número de organizaciones involucradas en las operaciones de vigilancia:
- El estado y los servicios de seguridad aún poseen los más poderosos sistemas de vigilancia, al ser avalados por la ley. Hoy día los niveles de vigilancia estatal se han incrementado, y al hacerse más frecuente el uso de computadoras, son capaces de combinar información proveniente de diversas fuentes para conformar perfiles de personas o grupos en la sociedad.
- Muchas grandes corporaciones usan varias formas de vigilancia "pasiva". Esto es principalmente un medio para monitorear las actividades de su personal y para controlar las relaciones públicas. Sin embargo, algunas grandes empresas activamente usan varias formas de vigilancia para monitorear las actividades de activistas y grupos de campaña que pueden tener un impacto en sus negocios.
- Muchas compañías comercian con información legalmente, comprando y vendiéndola de/a otras compañías o agencias locales de gobierno que a su vez la recopilan. Estos datos son usualmente comprados por empresas que desean usarla con objetivos de marketing o publicidad.
- Información personal es obtenida por muchos pequeños grupos e individuos. Mucho de esto se hace con propósitos inofensivos, pero cada vez más información personal y sensible es obtenida con fines criminales, tales como fraudes relacionados con tarjetas de crédito.
- La vigilancia a través del uso de circuitos cerrados de televisión (CCTV) es cada vez más común en los espacios públicos para la prevención de delitos. Una revisión sistemática de 44 estudios realizados en el Reino Unido, Estados Unidos, Canadá, Noruega y Suecia, determinó que el uso de CCTV tiene un modesto impacto en la reducción de la delincuencia. Los resultados sugieren que la vigilancia es más efectiva en prevenir robos de vehículos en estacionamientos, y es menos efectiva en los centros urbanos de las ciudades y pueblos, en las viviendas públicas y en el transporte público. Asimismo, se determinó que la efectividad es mayor cuando la cobertura de la cámara es más amplia, y que esta no tiene efecto alguno sobre delitos violentos.[6]

Según el criminólogo Nicolas Desurmont, hay tres tipos de vigilancia: vigilancia ostentosa que puede conducir al acoso en grupo, vigilancia errática que es aleatoria y vigilancia encubierta que está oculta. La vigilancia ostentosa está asociada con la vigilancia política en
un objetivo de linchamiento.

## Teléfonos y teléfonos celulares
El uso de escuchas telefónicas oficiales y no oficiales se ha hecho común. Prueba de ello es que la Agencia de Seguridad Nacional de los Estados Unidos (NSA, por sus siglas en inglés), que es una agencia de inteligencia, se dedica a interceptar, almacenar y analizar –con y sin órdenes judiciales– las conversaciones telefónicas de los habitantes de EUA.
Los contratos o licencias por medio de las cuales el Estado controla a las compañías telefónicas incluyen cláusulas para que den acceso para realizar escuchas telefónicas a las fuerzas de seguridad y la policía.
La vigilancia aplicada a teléfonos celulares consiste en el almacenamiento de datos que incluyen información sobre el tiempo de duración de llamada, emisor y lugar de realización.
Estos datos pueden determinarse generalmente por la información almacenada en la estación base que recibe los datos de la celda en donde la llamada fue realizada, aunque también es posible obtener una mayor precisión sobre la ubicación de una persona combinando información de varias celdas.
El rastreo de teléfonos móviles para vigilancia consiste en obtener la posición actual de un teléfono celular estático o en movimiento. La localización puede ocurrir mediante multilateralización de las señales de radio generadas por la estación base o simplemente vía GPS.
Actualmente los métodos de vigilancia de telefonía celular incluyen no solo la ubicación o almacenamiento de datos de la llamada, considerando que en los últimos años han surgido una infinidad de spyware en el teléfono móvil que permiten el rastreo, grabar llamadas, interceptar, desviar, bloquear, leer SMS y correo electrónico.

## Vigilancia por computadora
Las computadoras son en primer término un blanco de vigilancia debido a la gran cantidad de información personal que suelen almacenar. Cualquiera que pueda acceder a una computadora puede recuperar información de este tipo. Si alguien es capaz de instalar software en un programa, puede convertir la computadora en un dispositivo de vigilancia.
Las computadoras pueden ser vigiladas por diversos métodos, desde la instalación de dispositivos físicos de escucha al software de vigilancia a la intercepción remota de las transmisiones de radio generadas por su normal funcionamiento.
El spyware, término acuñado por el experto en seguridad informática Steve Gibson, se suele usar para describir las herramientas de vigilancia informáticas que se instalan en contra de los deseos del usuario. Las conexiones de banda ancha a Internet han hecho a las computadoras más vulnerables que hasta ahora.
La vigilancia está destinada a recopilar datos, pero también puede utilizarse para ejercer control y garantizar que se eviten riesgos. Estados Unidos enfrentó un importante incidente de vigilancia en junio de 2013, cuando Edward Snowden reveló que la NSA utilizaba amplios sistemas de vigilancia en Estados Unidos. Según los académicos, las revelaciones de Snowden dejaron claro que las grandes empresas y los gobiernos tienen una influencia significativa.